# Biserica de lemn din Luncșoara, Hunedoara

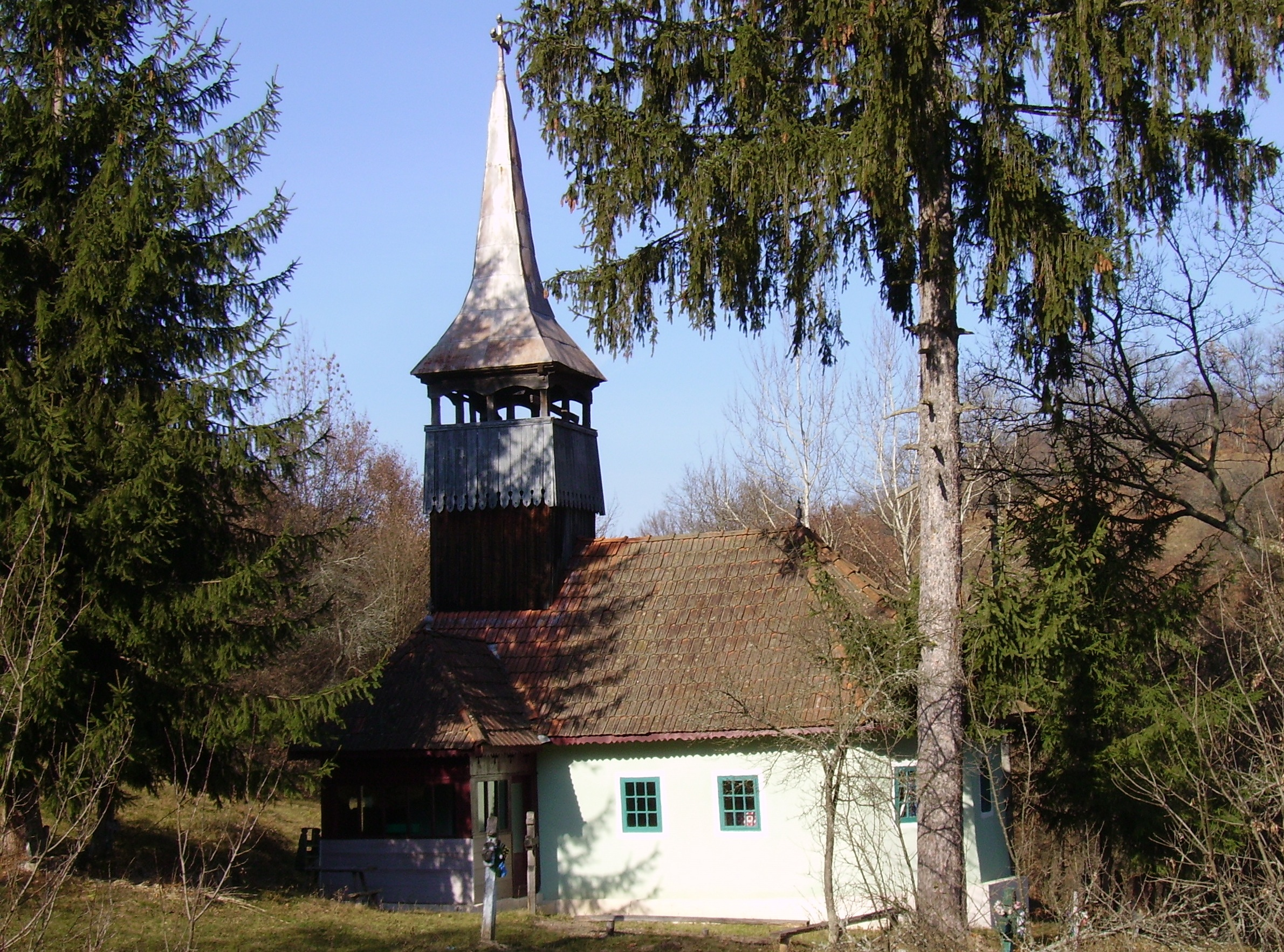
Biserica de lemn „Sfinții Arhangheli Mihail și Gavriil” din Luncșoara, comuna Vorța, județul Hunedoara, foto: octombrie 2008.

Biserica de lemn din Luncșoara, comuna Vorța, județul Hunedoara a fost ridicată la începutul secolului al XVIII-lea. Are hramul „Sfinții Arhangheli Mihail și Gavriil”. În ciuda vechimii sale și a măiestriei lucrului în lemn biserica nu se află pe noua listă a monumentelor istorice.

## Istoric și trăsături
Biserica satului Luncșoara, închinată „Sfinților Arhangheli Mihail și Gavriil”, deși neînregistrată de comisiile de catagrafiere ale timpului și nici de harta iosefină a Transilvaniei (1769-1773) doar conscripția din anii 1829-1831 îi atestă existența, a fost ridicată la începutul secolului al XVIII-lea. Din punct de vedere planimetric, edificiul se înscrie în categoria ctitoriilor dreptunghiulare de lemn de proporții modeste, cu absida nedecroșată, poligonală, cu trei laturi. Un farmec aparte îi conferă turnul-clopotniță solid, cu foișor deschis pe arcade și coif înalt învelit în tablă, înălțat deasupra pronaosului tăvănit. La acoperișul propriu-zis s-a folosit țigla. Multiplele renovări survenite în timp au modificat substanțial înfățișarea originară a lăcașului, cea din anul 1802 fiind într-atât de radicală, încât comisia Dosa (1805) a consemnat-o ca rectitorire.
Acestui șantier sau altora li se datorează  apariția pridvorului închis, sudic și tencuirea suprafeței exterioare a bârnelor; ultima reparație s-a desfășurat în anul 2004. Eventualele fragmente picturale mai vechi au fost definitiv ascunse privirilor sub colile de carton atașate în urmă cu câteva decenii. Icoanele împărătești, executate în anul 1805, au fost supuse și ele unor intervenții de reînnoire.